# Cryptocoryne coronata
Cryptocoryne coronata är en kallaväxtart som beskrevs av Bastm. och Wijng. Cryptocoryne coronata ingår i släktet Cryptocoryne och familjen kallaväxter.
Artens utbredningsområde är Filippinerna. Inga underarter finns listade.